# Запис Ђорђевића јасен (Урсуле)
Запис Ђорђевића јасен (Урсуле) се налази на парцели чији је власник Ђорђевић Славољуб.

## Локација
| Општина             | Рековац                                                                     |
| Катастарска општина | Урсуле                                                                      |
| Потес               | Дубоки поток                                                                |
| Координате          | 43° 52′ 35″ С; 21° 07′ 38″ И / 43.876399999999997° С; 21.127099999999999° И |
| Надморска висина    | 228m                                                                        |

## Карактеристике
Дендрометријске вредности утврђене на терену и сателитским снимцима:
| Стабло                     | Јасен |
| Висина стабла              | m     |
| Обим дебла                 | m     |
| Пречник крошње             | 8m    |
| Пречник дебла              | m     |
| Висина дебла до прве гране | m     |

## База записа
Запис је у оквиру Викимедија пројекта "Запис - Свето дрво" заведен под редним бројем 0733.